# STV Horst-Emscher

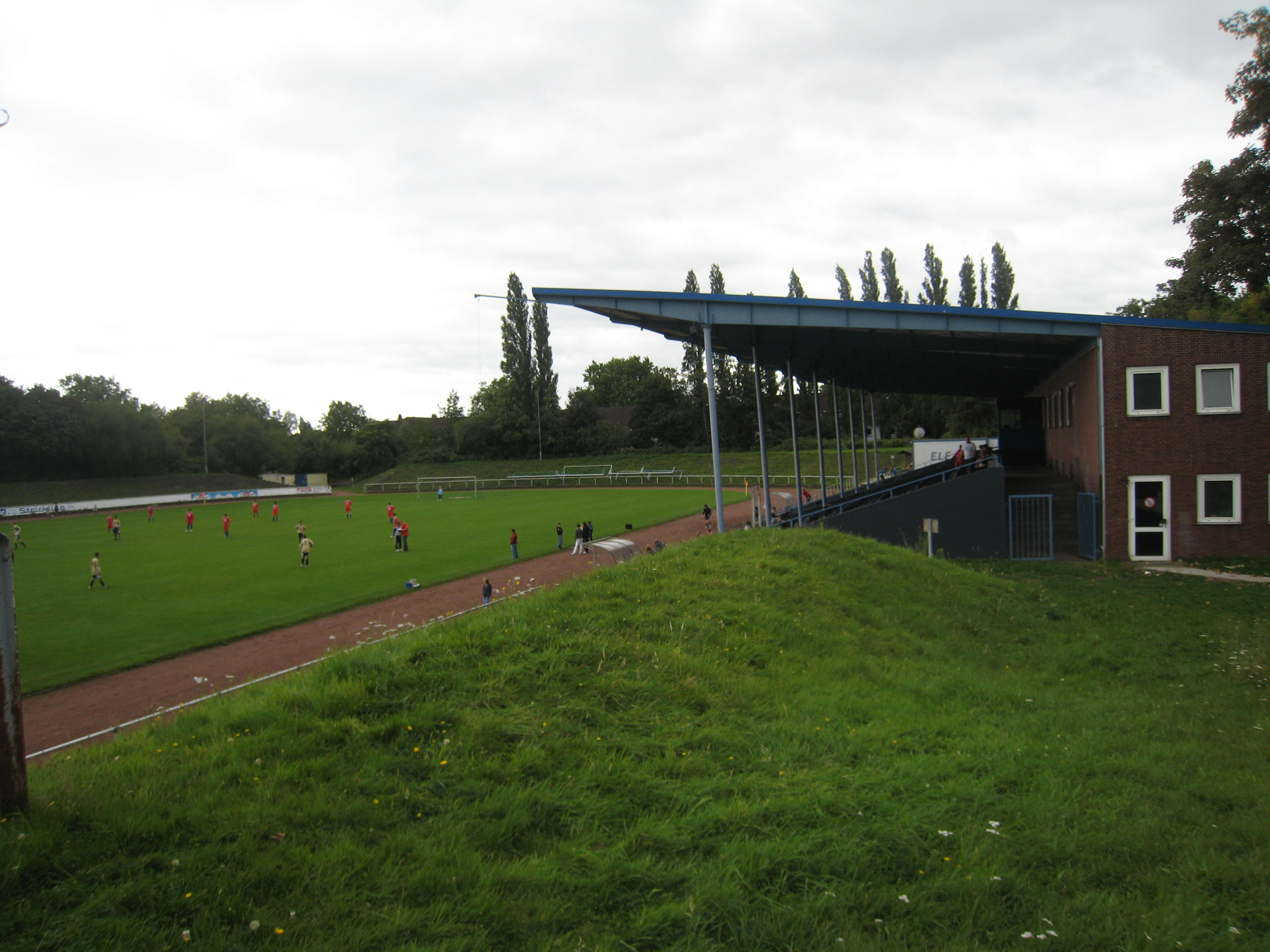
Het Fürstenbergstadion

STV Horst-Emscher was een Duitse voetbalclub uit Gelsenkirchen.
De club werd in 1892 opgericht als de sportvereniging TV Horst 1892. In 1906 kreeg de club een voetbalafdeling die in 1920 met TG Horst 1912 fusioneerde en zo STV Horst-Emscher werd.
De meest succesvolle tijd van de club was tussen 1947 en 1954 toen de club in de hoogste klasse van de Oberliga West speelde. In 1950 haalde de club de eindronde om de landstitel maar verloor in de eerste fase van SpVgg Fürth. In deze tijd eindigde de club vaak voor grote rivaal FC Schalke 04. Na de degradatie in '54 duurde het 4 jaar vooraleer de club kon terugkeren naar de hoogste klasse, maar na 1 seizoen ging de club weer naar 2de.
Na de oprichting van de Bundesliga in 1963 en de Regionalliga als 2de klasse speelde de club meer in de 3de klasse en er werden slechts 3 seizoenen in de Regionalliga doorgebracht. In 1973 fusioneerde de club met SG Eintracht Gelsenkirchen dat tussen 1963 en 1973) 9 seizoenen in de Regionalliga speelde. De nieuwe naam was STV Eintracht Gelsenkirchen-Horst maar in 1978 werd de oude naam terug aangenomen.

## STV Horst-Emscher Husaren
In februari 1999 ging de club failliet en werd heropgericht als STV Horst-Emscher Husaren. Na 2 degradaties op rij (2004/05 en 2005/06) kwam de club in de Bezirksliga terecht (7de klasse). In de eerste wedstrijd van het seizoen 2006/07 verloor de club met 1-4 tegen lokale rivaal SV Horst-Emscher 08. Het was nog maar het tweede treffen tussen de clubs in een wedstrijd om punten in bijna 100 jaar. In november 2007 werd de club opgeheven wegens financiële problemen.

## Erelijst
Duits amateurkampioen
1967